# Trevor Lucas
Trevor George Lucas (25. prosince 1943 – 4. února 1989) byl folkový hudebník australského původu, člen skupiny Fairport Convention a jeden ze zakladatelů skupiny Fotheringay.

## Diskografie
Chronologicky:
Trevor Lucas jako producent: ~ 

Trevor Lucas jako producent a interpret: ~~

### Alba
Trevor Lucas
- See That My Grave Is Kept Clean (1964)
- Overlander (1966)

Eclection
- Eclection (1968)

Fairport Convention
- Unhalfbricking (1969)
- The History of Fairport Convention (compilation) (1972)
- Rosie (1973) ~~
- Nine (1973) ~~
- Fairport Live Convention (1974) ~~
- Rising for the Moon (1975)
- Tour Sampler (promotional compilation) (1975)
- The Airing Cupboard Tapes (1981)
- A Peculiar Old Weekend (video) (1982)
- Folk with Poke - (compilation) (1983)
- A.T. 2 (1983)

Fotheringay
- Fotheringay (1970)
- Fotheringay 2 (2008)
- Fotheringay Essen 1970 (2011)

Sandy Denny
- The North Star Grassman and the Ravens (1971)
- Sandy (1972) ~
- Like an Old Fashioned Waltz (1974) ~~
- Rendezvous (1977) ~

Ostatní umělci
- "Bert" Lloyd Leviathan (1967)
- Richard Rodney Bennett Far from the Madding Crowd (soundtrack) (1967)
- Judy Collins In My Life (1968)
- Paul McNeill Traditionally at the Troubadour (1968)
- A. L. "Bert" Lloyd, Alf Edwards, Dave Swarbrick, Martin Carthy, Martyn Wyndham-Read and Trevor Lucas: Folkloric Recording (1968)[3]
- Stefan Grossman, The Ragtime Cowboy Jew (1970)
- Al Stewart, Zero She Flies (1970)
- Various Artists, Bumpers (compilation) (1970)
- Bronco, Ace of Sunlight (1971)
- Luther Grosvenor, Under Open Skies (1971)
- A.L. Lloyd, Martyn Wyndham-Read, Trevor Lucas, The Great Australian Legend (1971)
- Various Artists, El Pea (compilation) (1971)
- The Bunch, Rock On (1972) ~~
- Stefan Grossman Hot Dogs (1972)
- Strawbs Grave New World (1972)
- Brian Maxine Ribbon of Stainless Steel (1974)
- Richard & Linda Thompson I Want to See the Bright Lights Tonight (1974)
- Various Artists The Electric Muse (1975)
- Various Artists Island June–July 1975 New Release (1975)
- Richard Thompson Live! More or Less (compilation) (1977)
- Julie Covington Julie Covington (1978)
- Richard Thompson First Light (1978)
- Dave Warner's from the Suburbs Mug's Game (1978)
- 33° South The Tourists (1979) ~
- The Bushwackers Dance Album (1980) ~~
- The Bushwackers Faces in the Street (1981) ~~
- Paul Kelly & The Dots, Talk (1981) ~
- Goanna Spirit of Place (1982) ~
- Redgum Caught in the Act (1983) ~
- Jan Wositzky A Fruitcake of Australian Stories (1983) ~
- Various Artists Into the Past with the Future (promotional compilation)
- Bahloo Living on an Island (1984) ~~
- Goanna Oceania (1984) ~
- Norman Gunston Join the Dots (1984) ~~

### EP
- Various Artists The Folk Attick Presents (1963)

### Singly
Trevor Lucas
- "Waltzing Matilda" / "It's On" (1966)

Eclection
- "Nevertheless" / "Mark Time" (1968)
- "Another Time Another Place" / "Betty Brown" (1968)
- "Please" / "St. George & the Dragon" (1968)
- "Please Mk2" / "In the Early Days" (1968)
- "Nevertheless" / "Another Time Another Place" (1971)
- "Nevertheless" / "Please" (1976)

Fairport Convention
- "Si Tu Dois Partir" / "Genesis Hall" (1969)
- "Rosie" / "Knights of the Road" (1973) ~~
- "Rosie" / "Fiddlestix" (1973) ~~
- "The Devil in the Kitchen" / "Possibly Parsons Green" (1974) ~~
- "White Dress" / "Tears" (1975)

Fotheringay
- "Peace in the End" / "Winter Winds" (1970)

Sandy Denny
- "Listen, Listen" / "Tomorrow is a Long Time" (1972) ~
- "Whispering Grass" / "Friends" (1973) ~~
- "Candle in the Wind" / "Still Waters Run Deep" (1977) ~

Other artists
- Marc Ellington "Rains" / "Reins of Changes" (1971)
- The Bunch "When Will I Be Loved?" / "Willie and the Hand Jive" (1972) ~~
- Gerry Conway "Let There Be Drums" (1972) ~~
- Steve Ashley "Old Rock'n'Roll" / "Fire & Wine" (1974)
- Julie Covington "I Want to See the Bright Lights Tonight" / "A Little Bit More" (1978)
- Richard & Linda Thompson "Don't Let a Thief Steal into Your Heart" / "First Light" (1978)
- Dave Warner's from the Suburbs, "(We Got) Nothing to Lose" / "African Summer" (1978)
- 33° South "33° South" (1979) ~
- 33° South "This Time It's Love" (1979) ~
- The Bushwackers "Flying Pieman" / "Kangaroo Hop" (1980) ~
- Paul Kelly & The Dots "Billy Baxter" / "Hard Knocks" (1980) ~
- The Bushwackers "Les Darcy" / "Weevils in the Flour" (1981) ~~
- The Bushwackers "Marijuana Australiana" / "Ned Kelly's Tunes'" (1981) ~
- Goanna, "Solid Rock" / "Four Weeks Gone" (1982) ~
- Goanna "Razor's Edge" / "On the Platform"(1982) ~
- Gordon Franklin & The Wilderness Ensemble (Goanna) "Let the Franklin Flow" / "Franklin River" (1983) ~
- Redgum "I Was Only 19 (A Walk in the Light Green)" / "Yarralumla Wine" (1983) ~~
- Redgum "Caught in the Act" / "Stewie" / "Lear Jets Over Kulgera" (1983) ~
- Redgum "The Long Run (live)" / "Fabulon" (1983) ~
- Bahloo "Living on an Island" / "Funky Monkey Mia" (1984) ~
- Bahloo "Leave It in the Ground" / "Everyone Is Everyone" (1984) ~
- John Justin "It's Magic" / "Only Without You" (1984) ~
- Goanna "Common Ground" / "Oceania (instrumental)" (1984) ~